# Johan Cornelius Krieger (Architekt)
Johan Cornelius Krieger (* 1683; † 21. September 1755 in Kopenhagen) war ein dänischer Architekt und Gartenkünstler. Er entwarf Herrenhäuser und Schlösser, leitete als oberster Landbaumeister zahlreiche Großvorhaben, gestaltete Schlossgärten im französischen Barockstil und hatte die Aufsicht über die königlichen Gärten. Er war maßgeblich am Wiederaufbau Kopenhagens nach dem großen Stadtbrand von 1728 beteiligt.

## Herkunft und Ausbildung
Krieger war der Sohn von Christian Krüger (gestorben 1716) und dessen erster Ehefrau. Sein Vater arbeitete als Gärtner auf den Schlössern Jægersborg und später Kronborg. Krieger erhielt eine Ausbildung als Gärtner in den Gartenanlagen von Frederiksberg. 1705 unternahm er Reisen unter anderem nach England und Holland. Nach seiner Rückkehr wurde er Gärtner in der Orangerie von Schloss Rosenborg. 1713 heiratete er Anne Matthisen (1693–1760).

## Architekt und Landbaumeister
Ab 1720 wurde Krieger als Architekt und Unternehmer für Baustoffe tätig. 1722 erhielt er den Rang eines Bauinspektors, 1725 den Titel des obersten Landbaumeisters. Er entwarf verschiedene große Häuser und Schlösser, unter anderem das Kopenhagener Schloss (1724–1727) gemeinsam mit Johan Conrad Ernst. 1729, nach der großflächigen Zerstörung Kopenhagens durch einen Stadtbrand, gab er die Schrift Berechnungen und Desseins auf 3 differente grundgemauerte Gebäude ... als Leitfaden für private Bauherren heraus. Er sorgte für den Bau von Häusern in Ziegelausführung.
Nach einer Pause wurde er 1741 wieder als Architekt tätig, leitete den Umbau von Ledreborg und errichtete zwei Orangeriegebäude in Rosenborg. Krieger entwarf zahlreiche Gärten im Stil des französischen Barock, wobei er sich an André Le Nôtre orientierte. Die Gärten unter anderem von Fredensborg, Frederiksberg und (dem „ersten“) Amalienborg gehen auf ihn zurück. Er hatte eine Vorliebe für Gartenhäuser mit oktogonalem Grundriss, deren er mehrere baute.
Krieger wurde 1749 der Titel eines Justizrats verliehen. Er starb 1755 in Kopenhagen. Bekannt wurden sein Sohn und sein Enkel gleichen Namens, beide dänische Marineoffiziere.

## Werke (Auswahl)

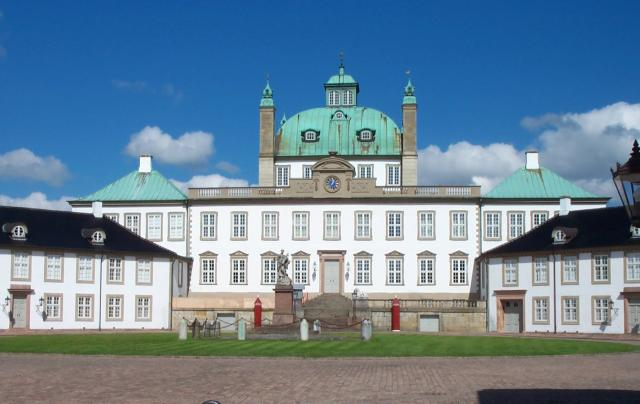
Fredensborg

- Fredensborg Slot, Hauptgebäude (1720–1721)
- Schloß Odense (1721–1725)
- Schlößchen Frydenlund (1722; für Anna Sophie von Reventlow, später umgebaut)
- Schloß Amalienborg, Pavillon (1723)
- Fredensborg, Schloßkirche und Garten (1725)
- Knippelsbro, Brücke in Kopenhagen (1725)
- Fredensborg, Kavaliershaus (1732)
- Schloß Rosenborg, zwei Orangeriegebäude (1742; davon eines später umgebaut)